# Таран-Терен Віктор Васильович
Ві́ктор Васи́льович Те́рен (Таран) (нар. 9 липня 1941, с. Павлиш, Онуфріївський район, Кіровоградська область) — український політик та письменник. Народний депутат України ІІ — VI скликань. Член правління Національної спілки письменників України.

## Освіта
З 1959 до 1965 року навчався на радіотехнічному факультеті Харківського авіаційного інституту за фахом інженер-електронник, а з 1983 до 1985 року у Братиславському університеті ім. Коменського.

## Кар'єра
- 1958–1959 — слюсар-арматурник Крюківського кар'єроуправління, м.Кременчук.
- 1959–1965 — студент Харківського авіаційного інституту.
- 1965–1978 — технік, інженер, старший інженер заводу «Арсенал», м. Київ.
- 1978–1994 — позаштатний кореспондент газети «Молода гвардія». Редактор відділу видавництва «Дніпро». Відповідальний секретар Спілки письменників України. Головний редактор журналу «Розбудова держави». Мав виклики в КДБ, розсипано набір другої збірки, у 1971 році вилучався зі Спілки письменників.
- У 1984–1985 роках студіював словацьку мову в Братиславському університеті.

З 1989 — заступник голови Руху міста Києва та області, член Проводу Руху. З 1992 — член УРП, заступник голови Проводу УРП, член Проводу УРП. З 1997 — член НРУ, член Центрального проводу НРУ (з березня 1999).
Автор збірок: «Причетність» (1969), «Переклик» (1975), «Лінія часу» (1978), «Сполохи» (1983), «Подих степу» (1982), «Тривога і обов'язок» (1985), «Ковила на вітрі» (1991), «Твій день на землі» (2000) та інших, книги повістей і оповідань «Костюмчик до осені» (1989), дитячої книжки «В лісі, в темному горісі» (1984) та інші.
Володіє словацькою та французькою мовами.

## Сім'я
Батько Таран Василь Васильович (1908–1973) — столяр.
Мати Марія Гнатівна (1909–1985) — селянка.
Дружина Чигрин Алла Вікторівна (1963) — державна службовиця, заступниця завідувача секретаріату Комітету Верховної Ради України з питань прав людини, національних меншин і міжнаціональних відносин.
Син Сергій (1969) — філософ, політтехнолог. Співзасновник Інституту масової інформації (1995 р.), директор ГО «Міжнародний інститут демократій».
Син Віктор (1977) — історик, політолог, Голова Центру «Ейдос» (до 2016 — Центр політичних студій та аналітики).
Невістка — Сюмар Вікторія Петрівна, народна депутатка України, Голова комітету з питань свободи слова та інформаційної політики.

## Літературна діяльність
Автор поетичних збірок: «Причетність» (1969), «Переклик» (1975), «Лінія часу» (1978), «Подих степу» (1982), «Сполохи» (1983), "Тривога і обов"язок" (1985), «В прихистку долонь» (1986), «Дым невидимых костров» (1989), «Ковила на вітрі» (1991), «Твій день на землі» (2001), «Вечір спаленої трави» (2007), "Осінні сузір"я" (2008), «Вибране» 2-х томник, (2012).
Автор повістей та оповідань: «Костюмчик до осені» (1989), «Найд» (2011), «Хлопчик з планети „Ч“ і Вогняні Пси» (2012).
Автор книжок для дітей: «Так весело малюється» (1980), «Мальовані рибки» (1982), «В лісі, в темному горісі» (1984), «Пташина абетка» (1989), «Старому Сому везли солому» (1996). «Риба, яка уміла грати на трембіті» (2004).

## Парламентська діяльність
Народний депутат України 2-го скликання з 11 травня 1994 до 12 травня 1998 за Кременчуцько-Автозаводським виборчім округом № 321 Полтавської області. На час виборів: головний редактор журналу «Розбудова держави», безпартійний. 1-й тур: з'явилося 69.5 %, «за» 33.93 %. 2-й тур: з'явилося 62.3 %, «за» 56.29 %. 9 суперників; 1-й тур — 17.75 %, 2-й тур — 39.98 %. Член Комітету з питань соціальної політики та праці. Член фракції НРУ (до цього — групи «Державність»).
Народний депутат України 3-го скликання з 19 квітня 2000 до 14 травня 2002 від НРУ, № 48 в списку, член НРУ. Паралельно балотувався за виборчім округом № 146 Полтавської області. З'явилося 70.1 %, «за» 22.4 %, 2 місце з 10 претендентів. Член фракції НРУ (квітень — жовтень 2000), член фракції «Батьківщина» (з жовтня 2000). Член Комітету з питань прав людини, національних меншин та міжнаціональних відносин (квітень — липень 2000), член Комітету з питань свободи слова та інформації (з липня 2000).
Народний депутат України 4-го скликання з 14 травня 2002 до 25 травня 2006 від «Блоку Юлії Тимошенко», № 13 в списку, член партії ВО «Батьківщина». Член фракції «Блок Юлії Тимошенко» (з травня 2002). Голова підкомітету з питань депортованих народів, національних меншин та жертв політичних репресій Комітету з питань прав людини, національних меншин та міжнаціональних відносин (червень 2002 — вересень 2003), голова підкомітету з прав людини Комітету з питань прав людини, національних меншин та міжнаціональних відносин (з вересня 2003).
Народний депутат України 5-го скликання з 25 травня 2006 до 14 червня 2007 від «Блоку Юлії Тимошенко», № 18 в списку, член партії ВО «Батьківщина». Член фракції «Блок Юлії Тимошенко» (з травня 2006). Заступник голови Комітету з питань прав людини, національних меншин та міжнаціональних відносин (з липня 2006). 14 червня 2007 достроково припинив свої повноваження під час масового складення мандатів депутатами-опозиціонерами з метою проведення позачергових виборів до Верховної Ради.
Народний депутат України 6-го скликання з 23 листопада 2007 до 12 грудня 2012 від «Блоку Юлії Тимошенко», № 18 в списку. На час виборів: пенсіонер, член партії ВО «Батьківщина». Член фракції «Блок Юлії Тимошенко» (з листопада 2007). Перший заступник голови Комітету з питань прав людини, національних меншин і міжнаціональних відносин (з грудня 2007).

## Нагороди і відзнаки
2015 - Премія Кабінету Міністрів України імені Лесі Українки за літературно-мистецькі твори для дітей та юнацтва. 
2019 - Літературна премія імені Євгена Маланюка 
Лауреат премій: імені Олександра Бойченка, імені Володимира Сосюри, імені Олександра Копиленка, «Благовіст», Всеукраїнська літературно-мистецька премія «Київська книга року» (2023).